# Station Monifieth
Monifieth is een spoorwegstation van National Rail in Angus in Schotland. Het station is eigendom van Network Rail en wordt beheerd door ScotRail. 